# Eutanyacra chillcotti
Eutanyacra chillcotti là một loài tò vò trong họ Ichneumonidae.